# Зетско-рашки дијалекат
Зетско-рашки дијалекат је дијалекат српског језика. Овим дијалектом се говори у југоисточним и североисточним деловима Црне Горе (првенствено у Старој Црној Гори и горњем Полимљу), као и у југозападним деловима Србије (првенствено у Рашкој области). Зетско–рашки дијалекат припада групи староштокавских дијалеката ијекавског изговора.
Већи градови у којима се говори су Подгорица, Беране и Бар у Црној Гори, односно Нови Пазар у Србији. У старијој лингвистичкој литератури, овај дијалекат је називан и зетско-сјенички односно зетско–јужносанџачки или зетско–санџачки.

## Карактеристике дијалекта
Карактеристике овог дијалекта су следеће:
- Овај дијалекат је ијекавски-екавски, што значи да се стари глас јат у овом дијалекту заменио са -је, односно -ије, у зависности од дужине слога, као и са -е.
- Акцентуација код овог дијалекта је старијег типа, па тако постоје само дугоузлазни и краткосилазни акценти. Они се могу јавити на сваком слогу у речи, па чак и на последњем што стандардни књижевни језик не дозвољава.
- Врши се и јекавско јотовање, па су тако речи дјеца, дјевојка и дјед у зетско-рашком дијалекту изговарају и као: ђеца, ђевојка, ђед пошто су се ненепчани сугласници спојили са непчаним полувокалом Ј.
- Што се тиче падежног система, не разликује се локатив уз глаголе мировања и акузатив уз глаголе кретања; нпр. Селим се у кућу и Живим у кућу.
- Инфинитив, за који је у стандардном књижевном језику уобичајено да се употребљава уз наставак -ти (певати, мислити, спавати), у овом дијалектом изговара се уз наставак -т (пјеват, мислит, спават).
- Иако у стандардном књижевном језику глаголски облици имперфекат и аорист нису више у живој употреби, они се још увек користе у овом дијалекту (нпр. Он иђаше код мене).
- Јекавско јотовање обухвата већи број гласова (љето, његовати, али и ђевојка уместо дјевојка, ћерати уместо тјерати, вљера уместо вјера...);
- Мушка имена на о мењају се као именица мушког рода на консонант (Мишо, Миша, Мишу, Божо, Божа, Божу, а присвојни придеви гласе Мишов, Божов итд.);
- Облички су изједначени акузатив, инструментал и локатив (лежи на плажу уместо лежи на плажи, купа се у Прчањ уместо купа се у Прчњу итд.);
- Јављају се посебни наставци у заменичкој и придевској промени (нашијем(а) уместо нашим, овијем(а) уместо овим, добријем(а) уместо добрим и сл.) који су донекле застарели;

## Познати писци и дела на зетско-рашком дијалекту
Многи познати српски писци, углавном из Црне Горе, писали су овим дијалектом. Најистакнутији међу њима био је владика и песник Петар II Петровић Његош (1813-1851) који је сва своја дела написао овим дијалектом (в. Горски вијенац и Луча Микрокозма). Зетско-рашким дијалектом су такође писали и Стјепан Митров Љубиша (1824-1878), Марко Миљанов (1833-1901), књаз и краљ Никола I Петровић Његош (1841-1921) и многи други српски књижевници са простора старе Црне Горе, горњег Полимља и старе Рашке.

## Примери
„Богатство је наше неђе друго,
И чека нас да се поврнемо,
Мјесто ствари – носимо утвари,
Што имамо – то нам је за пута.
Ође ђе се рађамо и мремо
Ту смо само од данас до сјутра.
Ево пешес стотина година
Вазда спремни да се поврнемо.“ 
(Цитат из поеме Матије Бећковић Лелек мене)
„Ђе је зрно клицу заметнуло, 
онде нека и плодом почине.
је ли инстинкт ал' духовни вођа, 
Овде људско запире познање!
Вук на овцу своје право има
ка тирјанин на слаба човјека.“
(Петар Петровић Његош – Горски вијенац)
„Но ћу ја млоге ваљале и неваљале заслуге наше од заборава избавит и тебе оставит, које ће послужит ономе што бидне рођени син мојије другова, да може умножават оно што ће такви виђет да ваља за њега и његов народ и част.“
(Марко Миљанов - Примери чојства и јунаштва)